# Carl Magnus Hederström
Carl Magnus Hederström, född 7 februari 1782 i Vadstena församling, Östergötlands län, död 16 december 1869 i Dagsbergs församling, Östergötlands län, var en svensk präst.

## Biografi
Carl Magnus Hederström föddes 1782 i Vadstena. Han var son till skräddareåldermannen Sven Hederström och Maria Christina Holmgren. Hederström blev höstterminen 1805 student vid Lunds universitet, avlade 1807 filosofie kandidatexamenl och promoverades 23 juni 1808 till filosofie magister. Han prästvigdes 3 december 1807 och blev 1808 brunnspredikant vid Medevi brunn. Hederström blev 5 mars 1810 kateket i Maria Magdalena församling i Stockholm och avlade 14 september 1811 pastoralexamen. Han fick 1812 hovpredikants namn, heder och värdighet. Hederström var från 1813 till 1814 predikant vid Svenska arméns sjukhus i Tyskland under fälttåget och tjänstgjorde frivilligt utanför Stralsund. Han återvände hem och blev anställd vid Kungliga hovet. Hederström blev 8 juni 1821 kyrkoherde i Dagsbergs församling med tillträde 1823 och blev 1839 jubelmagister vid Lunds universitet. Han avled 1869 i Dagsbergs socken.

### Familj
Hederström gifte sig 19 september 1824 med Hedvig Ulrica Pontin (1805–1858), dotter till kyrkoherde Per David Pontin i Torpa församling och Katarina Charlotta Widenhielm. De fick tillsammans barnen Maria Constantia Carolina Hederström (1825–1826), kammarskrivaren Carl Magnus Victor Leopold Hederström (1827–1850) vid statskontoret, Ebba Amalia Leopoldina Hederström (1829–1846), Tekla Maria Concordia Hederström (1834–1886) som var gift med kakelugnsmakaren Claes Gustaf Dahlström i Norrköping, lantbruksinspektoren Josef Julius Benjamin Hederström (född 1837) och Hedvig Charlotta Constantia Hederström (1839–1871) som var gift med mjölhandlaren Carl Fredrik Thoresson i Norrköping.